# Havelseenweg
Der Havelseenweg ist mit der Nummer 12 einer der 20 grünen Hauptwege. Das ist eine Zusammenstellung von 20 Wanderwegen durch das Berliner Stadtgebiet mit einer Gesamtlänge von rund 550 Kilometern. Ziel ist es, „Wohngebiete mit den vielfältigen Erholungsmöglichkeiten in Parkanlagen und Naherholungsgebieten von Berlin und Brandenburg“ (Senatsverwaltung für Stadtentwicklung und Umwelt) miteinander zu verknüpfen. Der Fußgänger soll dabei die Möglichkeit haben, „die Stadt als eine Verbindung von Kultur, Geschichte und Ökologie intensiv zu erleben“.

## Verlauf
Der Havelseenweg führt auf einer Länge von 25 km an der Havel und ihren Seen (also den Flusserweiterungen) entlang und liegt zwischen dem Großen Wannsee im Ortsteil Wannsee (Bezirk Steglitz-Zehlendorf) im Süden und dem Aalemannufer im Bezirk Spandau, Ortsteil Hakenfelde. Bestimmend ist die Ufernähe am Havelgewässer und die anliegenden Landschaften, einerseits die Hochfläche des Teltows im Süden und im Norden die Ebene des Warschau-Berliner Urstromtals. Für die Teltower Hangkante verläuft der Weg durch den Grunewald nicht direkt am Havelufer, sondern größtenteils auf dem Havelhöhenweg. Nördlich der sumpfigen Tiefwerder Wiesen müssen kaum noch Höhen überwunden werden. Im Ortsteil Spandau wechselt der Weg zudem von der Ostseite im Süden auf die Westseite des Havelgewässers im Norden. Hier wurden neue Uferwege angelegt, als die – insbesondere in Hakenfelde – am Wasser angesiedelte Industrie verlagert wurde und neue Wohngebiete und Grünflächen entstanden.
Der Havelseenweg beginnt – nach der folgenden Beschreibung – am Großen Wannsee, einer Bucht der Havel auf deren linker Seite. Der Verlauf liegt entgegengesetzt zur Fließrichtung des Flusses. In Spandau an der Schulenburgbrücke erfolgt der Wechsel auf das rechte Havelufer.

### Wannsee

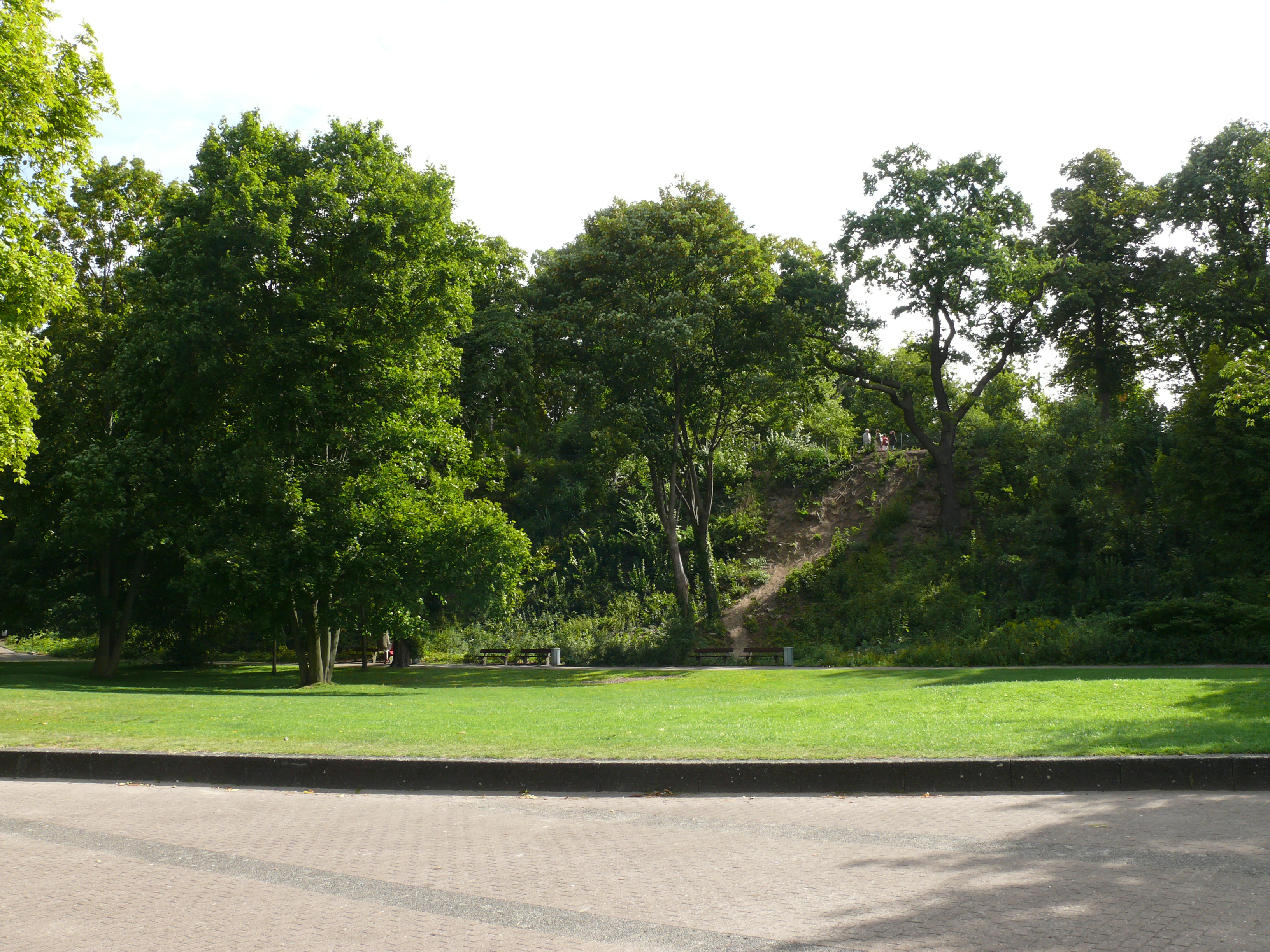
Ronnebypromenade

Der Havelseeweg beginnt am Ufer des Großen Wannsees im nach diesem benannten Ortsteil Wannsee. In der Karte zu den 20 grünen Hauptwegen der bezirklichen Vermessungsämter Berlin 1:5000 ist der Startpunkt an der Königstraße östlich der Wannseebrücke auf der Ronnebypromenade gesetzt. Hier hat der Havelseenweg Anschluss an den Wannseeweg. Auf der Ronnebypromenade führt der Hauptweg 12 am Seeufer zur Anlegestelle Wannsee (für Ausflugs- und Linienschiffe) und zum Fähranleger der Linie F10 (S Wannsee–Alt-Kladow). Durch den Parkweg geht es zum Kronprinzessinnenweg, durch den Parkstreifen am Gustav-Hartmann-Platz dem Bahnhofsvorplatz vom S- und Fernbahnhof Wannsee. Am Ende des Platzes führt der Hauptweg nach links in die Straße Am Sandwerder (Ecke Kronprinzessinnenweg). Am Sandwerder biegt am nördlichen Ende auf einem kleinen Platz nach rechts in den Tillmannsweg, der Hauptweg geht geradeaus durch einen Fußweg zwischen den Grundstücken zum Wendeplatz der Scabellstraße und an der Feuerwache Wannsee nach rechts zum Kronprinzessinnenweg. Auf deren linken Fußweg liegt die Ortsteilgrenze und an der Feuerwache vorbei wird der Ortsteil verlassen.

### Nikolassee

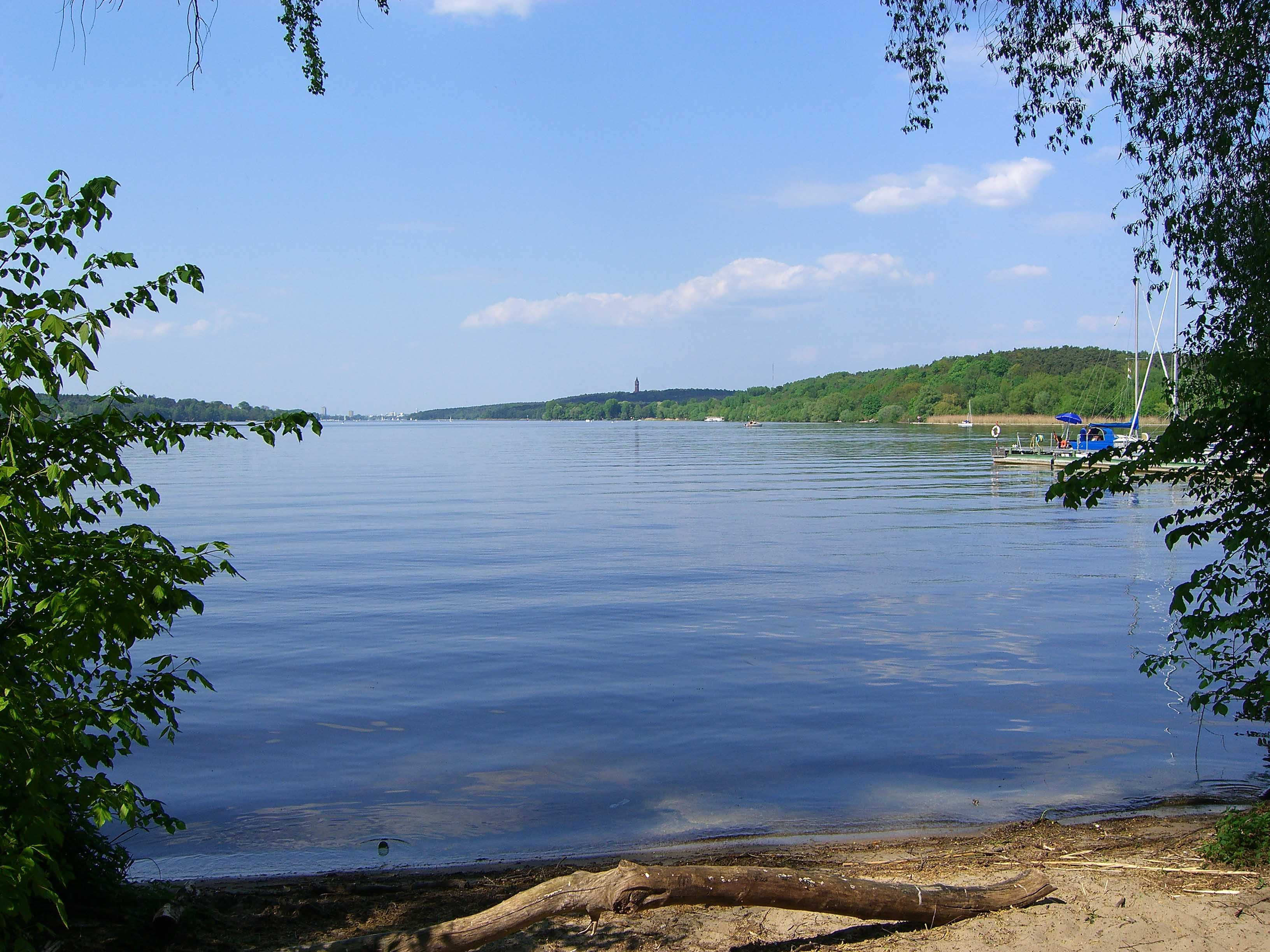
Blick vom Großen Fenster zum Grunewaldturm über die Havelseen

Der Hauptweg liegt auf dem linken Gehweg des Kronprinzessinnenwegs und am Ende der Feuerwache Wannsee wird der Ortsteil Nikolassee betreten und gemeinsam mit dem Radweg R1 folgt der Straßenabschnitt. An der Straßenseite und gegenüber liegt das Wasserwerk Beelitzhof. Am Badeweg nach links auf einer Asphaltstraße in Havelrichtung, geht es (zunächst an einem Parkplatz vorbei) in das Landschaftsschutzgebiet Grunewald, durch das der Havelseenweg im Weiteren verläuft. Der Weg führt am Strandbad Wannsee entlang und am Haupteingang des Bades trifft der Europäische Fernwanderweg E11 auf den Hauptweg, beide führen nun gemeinsam weiter. Am Wannsee liegt noch das Versehrtenbad und der Hauptweg führt auf der Wannseebadstraße nach links, vor der Schwanenwerderbrücke die die Insel Schwanenwerder anbindet führt der Hauptweg zwischen bebautem Gelände und dem Forst. Hier beginnt der Havelhöhenweg, der oberhalb der Teltowkante den Havelseenweg führt, teilweise wird durch den Grunewald auch die Havelchaussee genutzt, teilweise führt nur der Wanderweg E11 auf der Havelchaussee, die insbesondere der Radfernweg R1 nutzt.
Havelseitig liegen Buchten, Havelerweiterungen und Ufermarkierungen: die Klare Lake, das Große Fenster, eine Badestelle und die Segelschule an der Großen Steinlake, es folgt die DLRG-Stelle und kurz darauf geht der Weg auf der Havelchaussee weiter, die für den Durchgangsverkehr gesperrt und dadurch verkehrsberuhigt ist. Nach einem kurzen landseitigen Waldstück verläuft die Havelchaussee am Havelufer. Die gesamte Länge dieser Strecke direkt auf der Havelchaussee oder mit dem Havelseenweg über den Havelhöhenweg beträgt ungefähr sechs Kilometer. An der Kleinen Steinlake liegt der Havelhöhenweg etwas havelferner und besitzt auch Treppen im Wegelauf, dieser Lauf wird vom Fernweg E11 bevorzugt. In den Grunewald hinein liegt hier der Havelberg mit 97 m ü. NN. In der Kleinen Steinlake liegt auch die Insel Lindwerder, zu der eine Fährverbindung besteht. Nördlich der Insel liegt die Lieper Bucht, hier kreuzt die Bezirksgrenze Steglitz-Zehlendorf zu Charlottenburg-Wilmersdorf in einem nach Süden konvexen Bogen über die Havelchaussee durch den Grunewald und weiter auf die Havel hinaus. Gegenüber liegt die Ortslage Hohengatow im Ortsteil Gatow des Bezirks Sandau. Der Ortsteil wird dort, wo das Ufer zur Lieper Bucht nach Westen ausweicht, verlassen.

### Grunewald

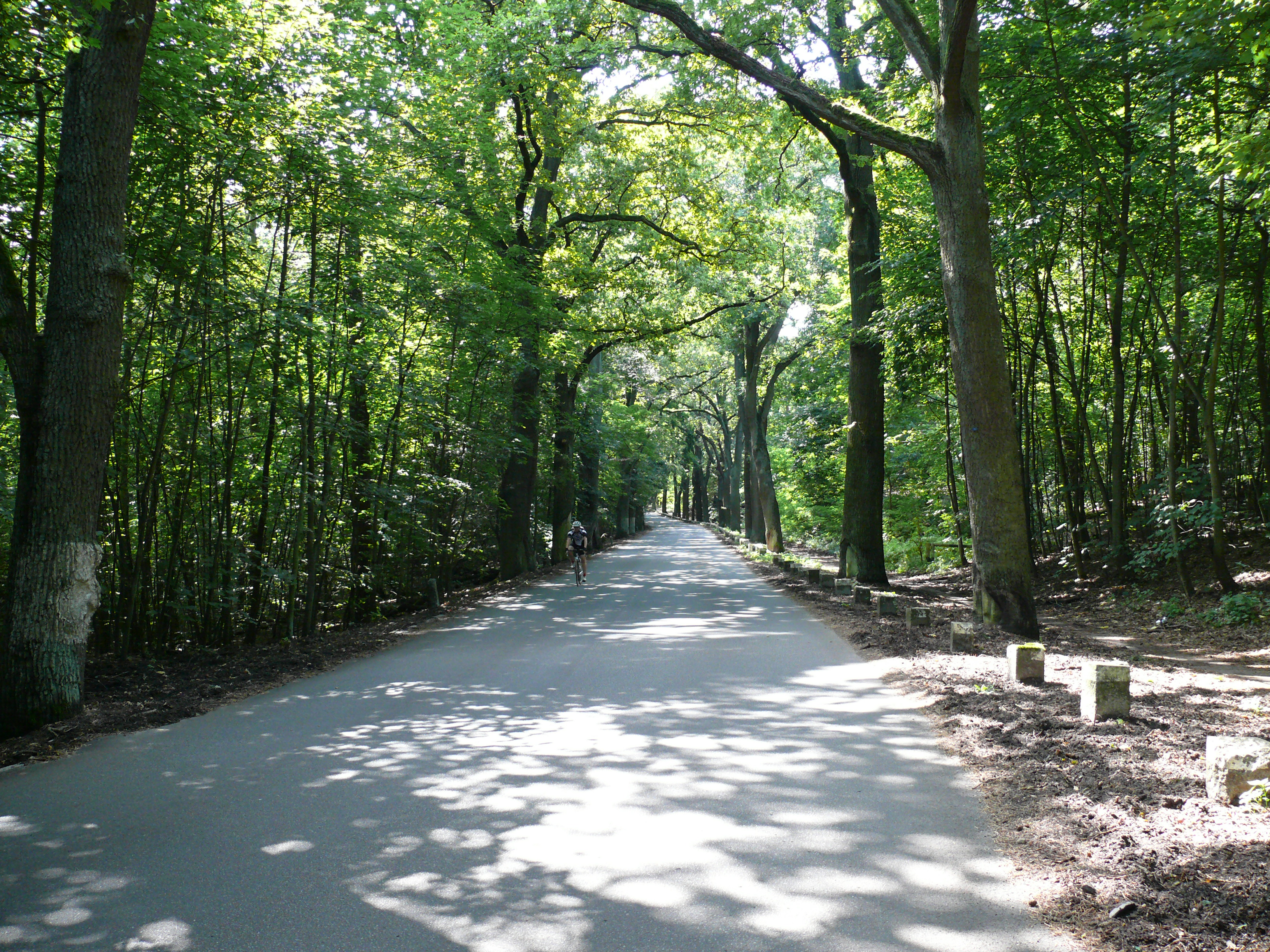
Havelchaussee im Grunewald

Die Havelchaussee weicht am Beginn der Lieper Bucht etwas nach Osten aus, der Havelseenweg bleibt dagegen in Havelnähe und wo der Weg etwas nach Norden führt, während das Ufer nach Westen führt wechselt der Hauptweg in den Ortsteil Grunewald, der Bezirk Steglitz-Zehlendorf ist erreicht. Die gegenüberliegende Westseite der Havel wird durch den Spandauer Weg (Nummer 02 der 20 grünen Hauptwege) erschlossen. Der Havelhöhenweg mit dem Hauptweg führt 30–40 m vom Havelufer 750 m nach Norden. Dann führt ein Weg rechtsab zum 200 m entfernten Grunewaldturm der am Karlsberg 82 m ü. NN liegt, die Erhebung gab dem gesamten Teil des Grunewaldes den Namen. Am Grunewaldturm und Pechsee (hier im Süden NSG Saubucht), nachfolgend am NSG Teufelsfenn (mit dem Teufelsee und dem Öko-Werk Teufelsee) vorbei kann auf dem Wanderweg E11 der S-Bahnhof Grunewald nach fünf Kilometern erreicht werden. Im Übrigen wird der Havelseenweg im Bogen auf die Havelchaussee geführt, der Uferweg bleibt havelnah. Eine weitere Badestelle an der Havel, Badestrand Kuhhorn, findet sich in Höhe vom Dachsberg 61 m ü. NN und wenig später wird die Halbinsel Schildhorn erreicht, die die Jürgenlanke bildet. An der Straße am Schildhorn, die von der Havelchaussee abgeht befindet sich ein Hotel, die Schildhornbaude und Segelclubs mit dem Yachthafen Schildhorn. Am Ende der Halbinsel steht das Jaczo-Denkmal, das an die Flucht des Slawenfürsten vor Albrecht dem Bären erinnert.
Nördlich von Schildhorn liegen Havelchaussee und Havelhöhenweg eng beieinander und ufernah und der Havelseenweg ist seinem Namen gerecht. Nahe der hier liegenden Badestelle geht die Straße Am Postfenn von der Havel weg an der Berlin British School vorbei nach Westend. 150 m weiter verlässt der Havelseenweg am Übergang vom Forst und LSG zu bebautem Gelände den Ortsteil Grunewald.

### Westend

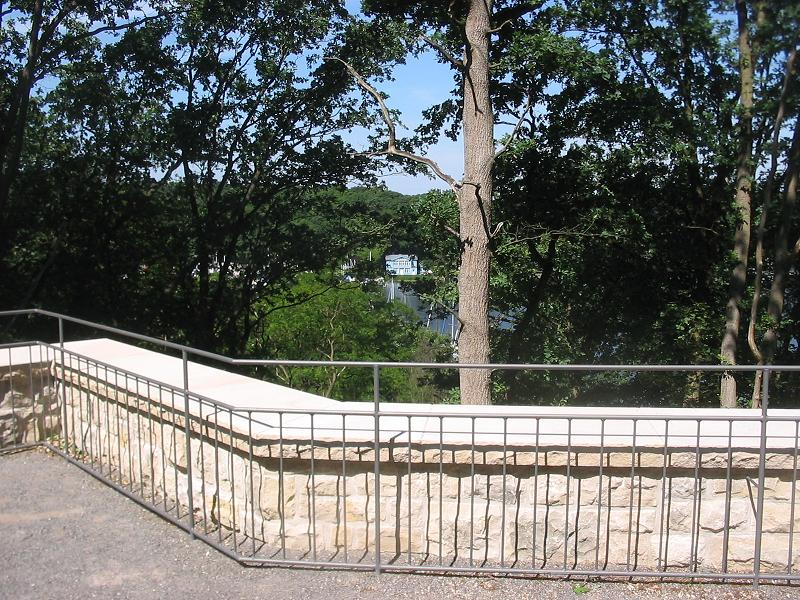
2009 angelegte Aussichtskanzel am Hochufer des Rupenhorn mit Blick über den Südteil des Stößensees und auf den Pichelswerder

Mit dem Wechsel des Ortsteils nach Westend verlässt der Havelseenweg das eigentliche Ostufer der Havel und verläuft am Rande des Stößensees, einem Nebengewässer der Havel. Hier im Bereich des Berliner Urstromtals um Spandau sind kaum Höhenunterschiede in der Landschaft. Mit dem endenden Hochufer gelangt der grüne Hauptweg 12 durch die architektonisch sehenswerten Einrichtungen am Rupenhorn (Jüdisch-Amerikanische Universität, Touro-College), der nach Süden zum Wannsee laufende Havelhöhenweg entstand nach einer Idee des Landschaftsarchitekten Peter Joseph Lenné. Havelnah liegt der Havelseenweg auf der Havelchaussee, landwärts liegen die Grundstücke an der Straße Am Rupenhorn. Als Ausgleichsmaßnahme für die Schnellfahrstrecke Hannover–Berlin hat der Bahnbau diese Gegend saniert und neu erschlossen. In dem Waldstück vor der Heerstraße (Bundesstraße 2/5) verlässt der Havelseenweg die untenliegende Havelchaussee und führt nach rechts mit dem Aufstieg oder näher an der Heerstraße über Treppen zur Heerstraße hinauf. Die Heerstraße nach links ist eine fünfspurige Hauptstraße mit zwei je zweispurigen Nebenfahrbahnen und wird auf der Südseite erreicht. Die Heerstraße mit der folgenden Stößenseebrücke liegt etwa 15 m über der Havelchaussee (Heerstraße/Am Rupenhorn: 51,9 m ü. NN, Havelchaussee/Angerburger Straße: 35,6 m ü. NN) Die Stößenseebrücke verbindet das Ostufer einschließlich der Havelchaussee mit der Landzunge, die das überbrückte Gewässer in einen Nord- und Südteil trennt und gehört in voller Länge schon zum Bezirk Spandau, so verlässt der Hauptweg 12 Westend am Brückenanfang.

### Wilhelmstadt

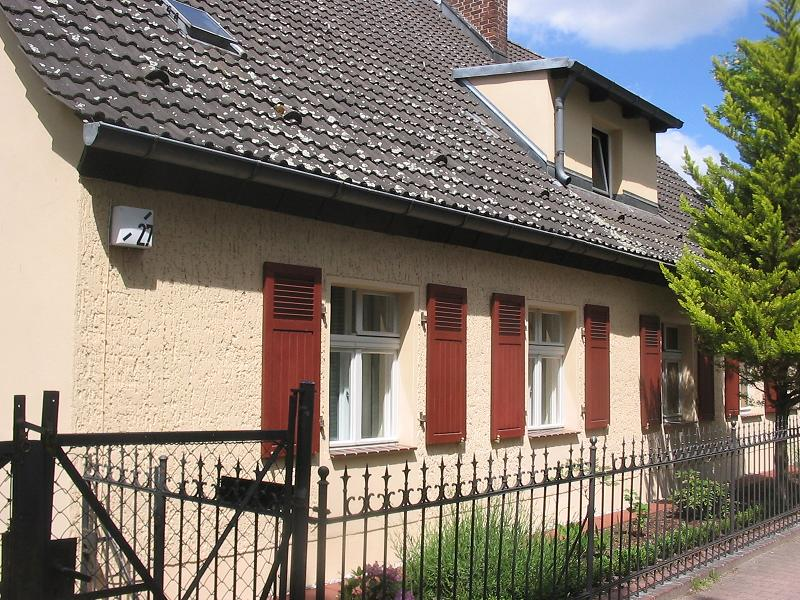
Denkmalgeschütztes Kolonistenhaus in Tiefwerder, 1816 vom Fischer Philip Tübbike

Der Havelseenweg liegt von der Stößenseebrücke an im Ortsteil Wilhelmstadt und der Charlottenburg-Wilmersdorf nach Spandau gewechselt. Der Heerstraße folgend noch über die Freybrücke gelangt man in die Ortslage Pichelsdorf. Die heute vorhandene Landzunge wurde im Zusammenhang mit der (Döberitzer) Heerstraße angelegt, auf der Karte von 1842 fehlt sie noch. Der Hauptweg überquert etwa am Ende der in den Stößensee reichenden Landzunge (Ecke Siemenswerderweg) die Heerstraße an einer Fußgängerampelanlage und führt in den Brandensteinweg. Hier liegt in 1000 m Tiefe der Erdgasspeicher Berlins, dessen Betrieb 2017 eingestellt wurde. Zwischen dem Westrand des LSG Pichelswerder und der Wochenendsiedlung Birkeneck führt der Wanderweg weiter nach Norden durch die Waldfläche am Nordostzipfel des Pichelswerder zum LSG Tiefwerderwiesen. Am Westrand der „Wochenendsiedlung (WES) Tiefwerder Wiesen“ geht es über einen Graben der westlich im Havelaltarm „Toter Mantel“ verläuft, einem Feuchtwiesen- und Überschwemmungsgebiet als Teil der Tiefwerder Wiesen mit einigen Busch-/Baumflächen. Der Havelseenweg wendet sich anfangs kurz nach Osten an den Hauptgraben und an den Grundstücken der WES Tiefwerder Wiesen auf dem Hans-Werner-Klünner-Weg (nördlich am Toten Mantel) westwärts zum Havelufer. Die Havel nach rechts an der Wassersport- und Wochenendsiedlung ‚Dr. Pfuhl-Theuerkauf‘ geht es bis zur Einfahrt in den Unterhafen Spandau (Südhafen gegenüber) an dessen Ufer schon die Ortsteilgrenze liegt. Am Abfluss des „Kleinen Jürgengrabens“ in den Unterhafen wird Wilhelmstadt verlassen.

### Spandau
Auf einer Fußgängerbrücke (eine drei Meter breite Stegbrücke) wird der Kleine Jürgegraben am Unterhafen Spandau überquert, und der Ortsteil Spandau, Ortslage Tiefwerder ist erreicht. Die verbliebenen Gräben und die gesamte Fläche auch südlich der Bebauung bestehen aus Altarmen der Havel. Auf dem weiteren Weg zwischen den Grundstücken 25 und 26 der Dorfstraße führt der Hauptweg nach links. Es wird die Dorfstraße von Tiefwerder des ehemaligen Fischerdorfs mit einigen Kolonistenhäusern in einer Länge von 800 m durchlaufen. (Karten) An der Tiefwerderbrücke über den Großen Jürgengraben wird die Ortslage verlassen. Auf der linken Straßenseite des Tiefwerderwegs führt der Havelseenweg an der Ortsteilgrenze zwischen Spandau und Wilhelmstadt entlang. Auf der Spandauer (linken) Seite liegen Bootshäuser und Grundstücke am Unterhafen, auf der Wilhelmstadter (rechten) Seite die Kleingartenanlage Tiefwerderbrücke, der Schwarze Weg und die Freiheitswiesen und nördlich davon der Fredy-Stach-Sportpark auf einem Territorium von Wilhelmstadt, das hier im Nordosten nach Spandau hineinragt. Am Ende des Tiefwerderwegs wird die Schulenburgstraße erreicht, wo der Havelseenweg in die südliche Kernstadt Spandau führt. Zunächst werden die Straße zum Südhafen und die Bahngleise zur Hafenanlage an der Havel gequert und dann die Schulenburgstraße nach links zur Schulenburgbrücke gegangen.
Die Schulenburgbrücke gehört wieder zu Wilhelmstadt wie auch die folgende Götelstraße und Weißenburger Straße, der Wanderweg führt dagegen an der linken Straßenseite auf einem Abstieg zum Uferweg in einem Grünstreifen, der bis zum Burgwallgraben ebenfalls zu Wilhelmstadt gehört. Links der Brücke befindet sich der Tankschiffliegehafen (Ölhafen Spandau). Von der Schulenburgbrücke an verläuft der Havelseenweg an der rechten (westlichen) Havelseite zum Burgwallgraben, dieser und die Havel am Uferweg gehören zum Ortsteil Spandau.

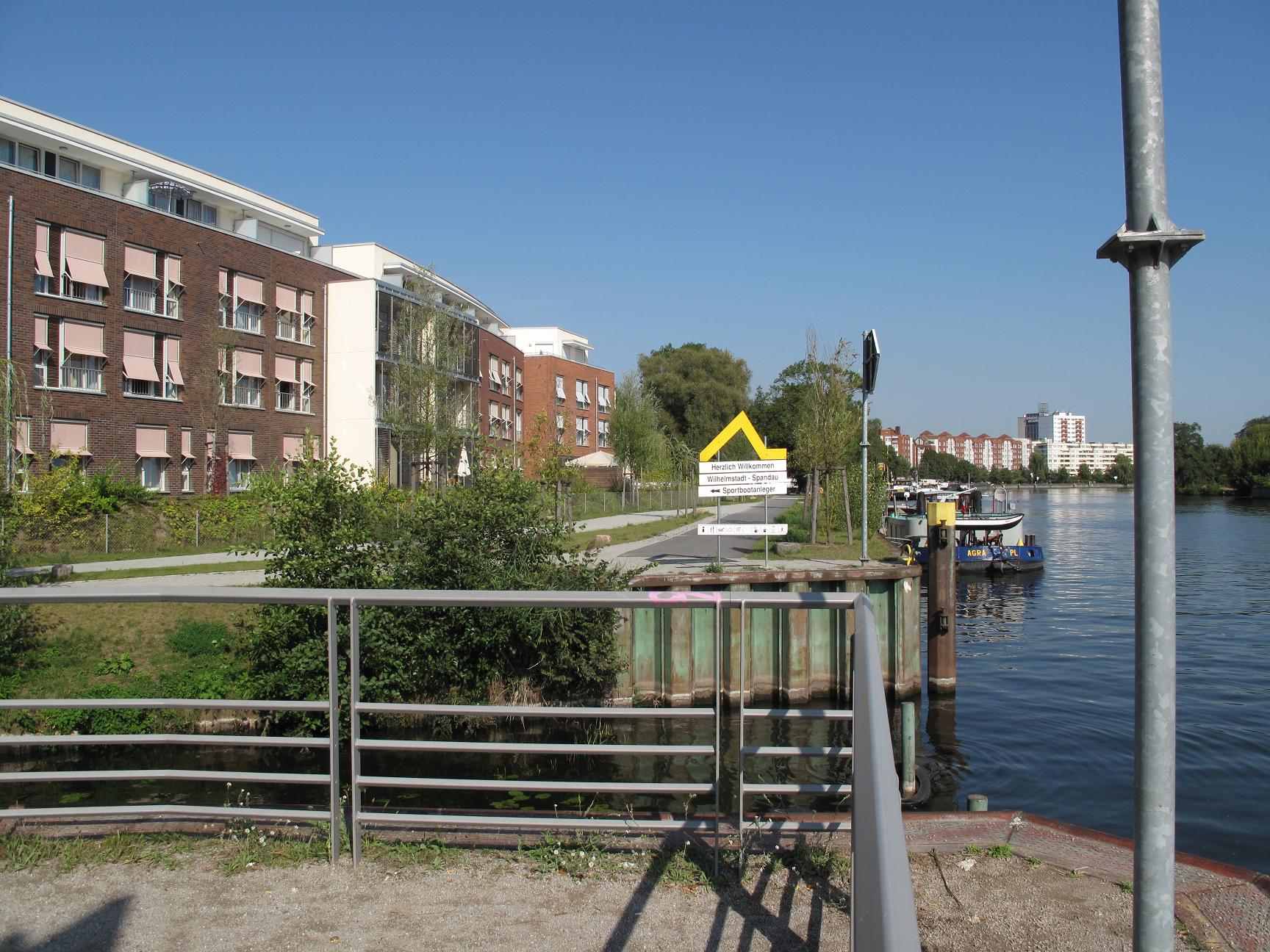
Mündung des Burgwallgrabens in die Havel am Schifffahrtsufer

Der Havelseenweg führt über den Burgwallsteg und liegt ab hier wieder im Ortsteil Spandau. Der Burgwallsteg ist eine 2013 fertiggestellte Fußgängerbrücke, die die durchgehende Nutzung des Uferwegs ermöglicht. Durch eine Grünanlage geht es zum Kreuzfahrtterminal, das als Anleger für 82 m lange Flusskreuzfahrtschiffe geeignet ist und von der Straße Spandauer Burgwall erschlossen wird. Der Spandauer Burgwall ist ein Bodendenkmalgelände der historischen Slawenburg. Der folgende Uferweg wird „Schifffahrtsufer“ genannt (Stadion FC Spandau 06). Weiter endet der Bullengrabenweg (grüner Hauptweg 20) mit der Mündung (Karten) des Bullengraben in die Havel. Das Schifffahrtsufer mit dem Hauptweg liegt an der Sedanstraße vorbei im Grünstreifen am Havelufer und unter Dischingerbrücke (Ruhlebener Straße) und kurz darauf folgend die dreiteilige Eisenbahnhavelbrücke (dreigleisig und zweimal zweigleisig) zwischen S- und Fernbahnhof Spandau und S-Bahnhof Stresow. Danach läuft der Hauptweg durch den Stabholzgarten an der gleichnamigen Straße in die Spandauer Altstadt. Hier mündet der Mühlgraben an dessen Südseite der Spreeweg/Berliner Urstromtal, Hauptweg 01, nach Staaken abgeht.
Den weiteren Uferweg zunächst im Stabholzgarten führen der grüne Hauptweg 01 und der Hauptweg 12 gemeinsam zur Charlottenbrücke. Über diese Brücke (Charlotten-/Stresowstraße) führt der Hauptweg 01 (Spreeweg) zum Lauf der Spree, solange die gewünschte Führung am Spreenordufer nicht begehbar ist. Der Charlottenbrücke folgt der Wegabschnitt im Grünzug parallel zum Lindenufer. Gegenüberliegend liegt die 60 m breite Mündung (Karten) der Spree in die Havel. Im Spreelauf und weiter in der Mitte der Havel am Uferweg weiter liegt die Ortsteilgrenze zu Haselhorst. Im Park am Uferweg gegenüber der Spreemündung (Nordecke) steht das Denkmal für die deportierten und ermordeten Spandauer Juden. Unter der 35 m breiten Juliusturmbrücke (Am Juliusturm) hindurch führt der Havelseenweg weiter havelaufwärts zur Schleuse Spandau, gegenüberliegend die Zitadelle Spandau. Unweit ist der Anschluss an den Weg vom U-Bahnhof Altstadt Spandau möglich. Der gewünschte Anschluss des „Spreeweg/Berliner Urstromtal“ soll hier einbinden, wofür noch Brückenbau und Eigentumsregulierungen nötig sind.

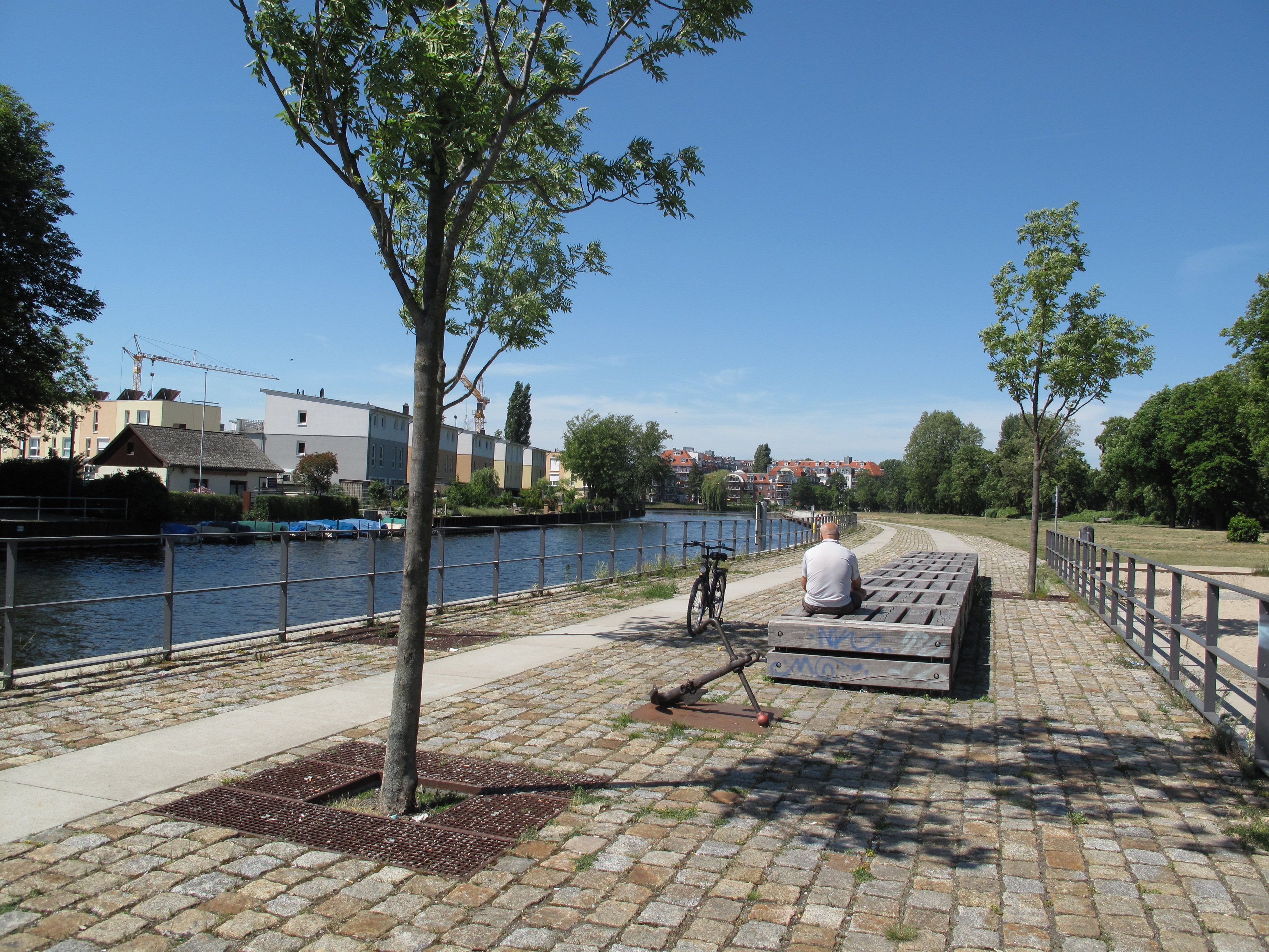
Hauptweg Nr. 12: Havelseenweg am Nordhafen Spandau

In Höhe der Schleuse Spandau verlässt der Weg auf der Havelwestseite kurz das Ufer durch den Möllentordamm und über den Möllentorsteg, der über den Abfluss des Mühlengrabens aus der Havel führt. Hinter dem Brauhaus Spandau am „Heidetor“ (Neuendorfer Straße/Oranienburger Tor) führt der Hauptweg am Goldfischteich in den Wröhmännerpark mit Blick ostwärts zur Zitadelle. Am Bolzplatz landwärts über Wröhmänner- und Körnerstraße (Uferbereich nicht begehbar). Zurück am Havelufer befindet sich am Eiswerderufer die Ortsteilgrenze zu Hakenfelde. Das benachbarte Gebiet ist die Spandauer Ortslage „Neustadt“. Über die Triftstraße hinweg ist der Ortsteil verlassen.

### Hakenfelde
Über die Triftstraße hinweg ist der Übergang vom Ortsteil Spandau nach Hakenfelde. Die Havelerweiterung um die folgende Insel Eiswerder ist der Spandauer See. Vorbei an der Feuerwache Spandau-Nord geht es zur Wasserstadt Oberhavel, die auf dem Industrie- und Gewerbegelände der bis in die 1990er Jahre hier befindliche Unternehmen geplant wurde. Am Havelufer weiter am „Quartier Schultheiss“ am Paula-Hirschfeld-Steig, Brauereihof und entlang der Frieda-Arnheim-Promenade geht der Rad- und Wanderweg am vormaligen Gelände der Schultheiss-Brauerei zum Seeturm (Eiswerderstraße 8), einem 18-geschossigen Wohnhochhaus (110). Die Eiswerderstraße führt nach rechts zur Eiswerderbrücke, der Hauptweg wechselt über die Straße. Nach einem kleinen Park an der Parkstraße folgt das „Quartier Nordhafen“ der Wasserstadt (An der Wasserstadt) als Uferweg über ehemalige Lagerfläche gegenüber vom Eiswerder. Von der Schäferstraße noch durch eine kleine Grünanlage parallel Zum Alten Strandbad am Bootshaus („Wasserfreunde Spandau 04“) führt der Weg allerdings wegen der fehlenden Uferbrücke über den Nordhafen Spandau nach rechts. Der nicht mehr betriebene Nordhafen wird über Am Bootshaus, Havelschanze, am Hafenufer zum Hohenzollernpark an der Streitstraße und am Nordrand des Nordhafens südlich des Maselakeparks zur Maselake umgangen. Mit dem geplanten Steg der Wasserstadt über den Nordhafeneingang verkürzt sich die Führung. Der Havelseenweg führt im Weiteren ab Maselakepark um die Maselakebucht – eine Erweiterung der Havel nach Nordwest gegenüber der Insel Kleiner Wall. Die Maselakebucht wird im „Nordbogen“ umrundet über eine Fußgängerklappbrücke, dann an den Havelwiesen vorbei und an der Ecke Hugo-Cassirer-Straße („Quartier Maselake Zentrum“) auf die Landzunge zwischen Havel und Bucht. 160 m führt der Hauptweg Nr. 12 auf An der Havelspitze im „Südbogen“ zur Havel gegenüber vom Kleinen Wall, dann am Havelufer nordwärts zur Spandauer-See-Brücke, die die Hugo-Casirer-Straße zur Haselhorster Pohleseestraße führt.

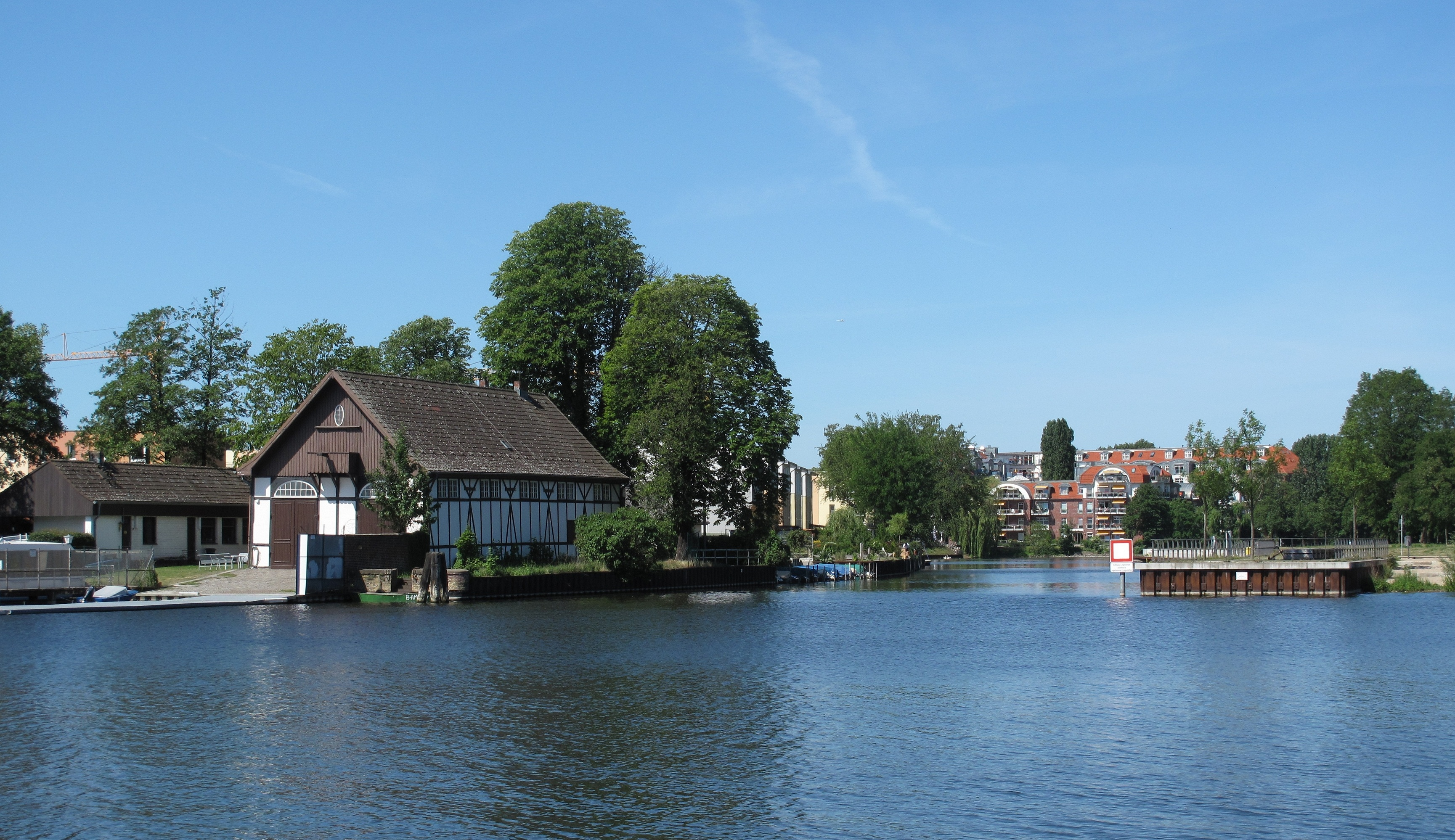
Mündung des Nordhafens in die Havel:
historisches Bootshaus-Nord von 1911 (links),
Uferpromenade am Maselakepark (rechts)

Die Straße vor der Brücke wird überquert, vorbei an den Wasserstadt-Wohnhäusern der Franz-Meyer- und David-Francke-Straße und in Höhe der Hans-Poelzig-/Bergmannstraße vorbei am Fähranleger nach Valentinswerder und Tegelort. Vom Fähranleger führt der Havelseeweg am westlichen Havelufer unter der Wasserstadtbrücke mit der Daumstraße hindurch. Hinter den Häusern des Havelbogens, die direkt am Havelseite und dem Ausgangsufer des Maselakekanals liegen, geht es durch die Straße Am Wasserbogen und hinter den Havelbogenhäusern nach rechts auf den Maselakekanalsteg. Über den Steg hinweg ist der Hauptweg nach rechts um das Wasserstadt-Quartier ‚Maselake Nord‘ (Gewerbefläche, Wasserschutzpolizei, Wochenendsiedlungen) zur Havel gegenüber vom Großen Wall nicht begehbar. So geht es nach links in einem Grünstreifen am Maselakekanal-Nordufer, vorbei an einem Bolzplatz und Skaterpark zur Goltzstraße, eine wenig befahrene breite Asphaltstraße, die Mertensstraße überschreitend und an der Werderstraße nach rechts südlich der Wochenendsiedlung Hakenfelde am Glühwürmchengrund vorbei. Den Erna-Koschwitz-Weg schräg nach links und über den Waldauer Weg der Ausschilderung zur Fähre folgend auf dem Fährweg zwischen den Wochenendsiedlungen (WES) ‚Am Fährweg‘ und ‚Am Bullenweg‘. An der Fährstelle nach Tegelort. Am Havelufer mit Bootsstegen geht es an mehreren hier angesiedelten Wochenendsiedlungen (WES) vorbei (WES ‚Am Fährweg‘, WES ‚Anglerverein Einigkeit‘, WES ‚Sportanglerverein Spandau‘, WES ‚Sportanglerverein Frühauf‘, WES ‚Anglerverein Plötze‘, WES ‚Am Rust‘, WES ‚Wassersport‘, Segelclub ‚Nordstern‘, WES ‚Hanseaten 1911‘). Als Wochenendsiedlung sind im Bezirk Spandau Kleingartenkolonien und Siedlervereine ausgestaltet, die nicht den Bedingungen des Bundeskleingartengesetzes folgen wollen. Zwischen diesen Siedlungen und der Havel gelangt der Havelseenweg zum Aalemannkanal einem 20 m breiten Kanal. Der Kanal wird auf der (mit Rampen) 156 m langen Aalemannkanalbrücke überquert. Diese ist im Zusammenhang mit der Einrichtung der Berliner Hauptwanderwege geschaffen worden. Über den Aalemannkanal hinweg 70 m nach rechts setzt vom Havelseenweg nach links führend der Spandauer Weg als Hauptweg 02 die Möglichkeit zur Wanderung am Havelwestufer nach Norden zur Landesgrenze fort. Der Havelseenweg geht gerade noch 100 m zum Ostufer an die Autofähre Hakenfelde (Aalemannufer) – Tegelort (Jörsstraße), wo er seinen Havelauf-Endpunkt erreicht hat. Die Humboldt-Spur (Hauptweg 16) setzt den Havelseenweg unter Nutzung der Autofähre in Jöhrsfelde fort, durch Tegel und am Nordgraben geführt.

## Nahverkehrsanschlüsse
In der Nähe befinden sich neben Buslinien einige Anschlüsse an den Berliner Nahverkehr. Im Süden liegt in geringer Entfernung zum Havelseenweg der S-Bahnhof Wannsee und etwas weiter der S-Bahnhof Nikolassee, wo der Einstieg in den Weg nach Norden möglich ist. Im Ortsteil Spandau ist die Wanderung vom S+U-Bahnhof Spandau nach Süden und Norden und vom U-Bahnhof Altstadt Spandau besonders nach Norden einfach.